# Šurmanci
Šurmanci är en ort i Bosnien och Hercegovina.   Den ligger i entiteten Federationen Bosnien och Hercegovina, i den södra delen av landet, 90 km sydväst om huvudstaden Sarajevo. Šurmanci ligger 16 meter över havet och antalet invånare är 403.
Terrängen runt Šurmanci är kuperad söderut, men norrut är den platt. Šurmanci ligger nere i en dal. Närmaste större samhälle är Ljubuški, 17,2 km väster om Šurmanci. 
Runt Šurmanci är det ganska tätbefolkat, med 93 invånare per kvadratkilometer.